# Edvard A. Sjögreen
Kristian Didrik Edvard Axelsson Sjögreen, född 5 augusti 1873 i Ingatorps socken, Jönköpings län, död 10 oktober 1959 i Malmö S:t Petri församling, var en svensk väg- och vattenbyggnadsingenjör. Han var son till Axel Sjögreen.

## Biografi
Sjögreen avlade studentexamen i Linköping 1892, avgångsexamen från Kungliga Tekniska högskolans avdelning för väg och vattenbyggnadskonst 1896 och reservofficersexamen 1897. Han var ingenjör vid Östra väg- och vattenbyggnadsdistriktet 1897–1899, underingenjör hos drätselkammaren i Malmö 1899–1903, stads- och hamningenjör i Karlshamn 1903–1907 och Malmö stads byggnadschef 1908–1938. Han blev löjtnant vid Väg- och vattenbyggnadskåren 1902, kapten 1912 och var major där 1922–1938. Han var ledamot av Malmö stads järnvägskommitté 1908 och av arbetslöshetskommittén 1914–1922. Sjögreen är begravd på Sankt Pauli södra kyrkogård i Malmö.